# طريق الهجرة السريع
طريق الهجرة السريع هو خط سير يصل المدينة المنورة بمكة المكرمة ويبلغ طول الطريق 420 كيلو متر ويمر الطريق بعدد من المدن السعودية منها مدينة جدة والجموم و وادي الفرع وتتواجد على جانب الطريق عدد من المحطات ومحلات الغذائية التي تزود المسافر بالوقود والمواد الغذائية.